# Boerhavia lateriflora
Boerhavia lateriflora är en underblomsväxtart som beskrevs av Paul Carpenter Standley. Boerhavia lateriflora ingår i släktet Boerhavia och familjen underblomsväxter. Inga underarter finns listade i Catalogue of Life.